# WABCO
WABCO est une entreprise américaine fondée à Pittsburgh (Pennsylvanie) en 1869 par George Westinghouse, initialement afin de diffuser la technique du frein à air comprimé pour locomotives, nouvellement créé. Cette technologie marque une avancée décisive pour la sécurité du transport ferroviaire, largement déficiente jusqu'alors.

## Un visionnaire touche à tout

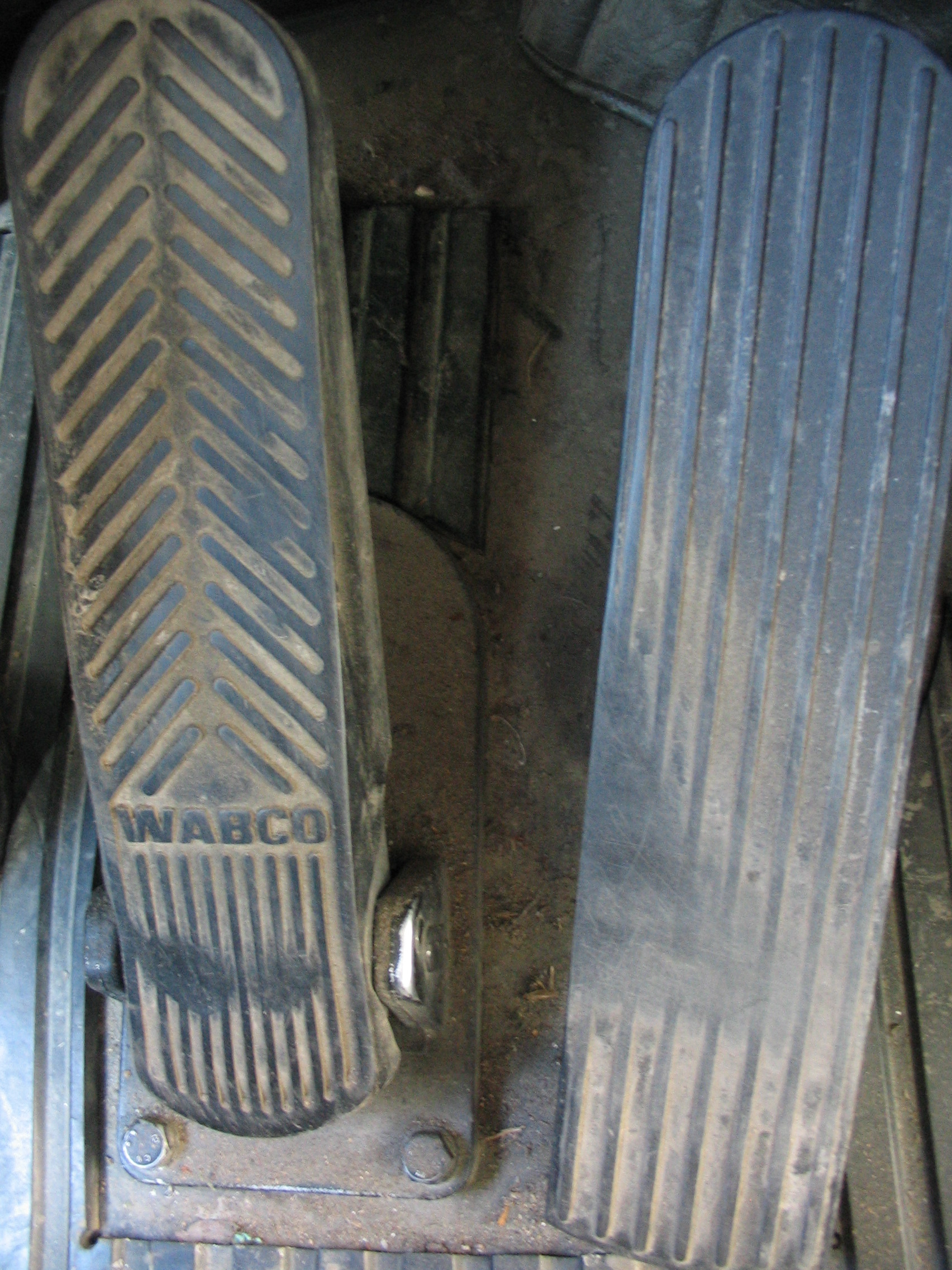
Frein WABCO

L'activité se développe, si bien que Westinghouse élargit ses investigations à l'électricité et aux télécommunications (téléphone).
Il travaille de concert ou en opposition avec les plus grands inventeurs de son temps: Bell, Edison, Tesla...
Monte par la suite une autre société promise à un brillant avenir: Westinghouse Electric & Manufacturing Company (1886), qui devient rapidement Westinghouse Electric Corporation.

## S'adapter à son époque
L'entreprise historique est refondue à la fin des années 1990. Une scission s'opère entre les activités, le métier d'origine (transport par rail fret & passagers) est regroupé sous la nouvelle raison Wabtec Corporation. Le siège est toujours à Wilmerding, dans la banlieue de Pittsburgh... là où tout a commencé quelque 130 ans auparavant.
Le nom WABCO, désormais réservé aux applications routières, existe toujours au XXIe siècle. Les opérations européennes sont dirigées depuis Bruxelles (Belgique) et WABCO est membre de l'association européenne des équipementiers automobiles, le CLEPA.